# Герхард III (граф Юлиха)
Герхард III (нем. Gerhard III von Jülich; ум. 1118/1124) — граф Юлиха с 1081 года. Вероятно, сын Герхарда II.

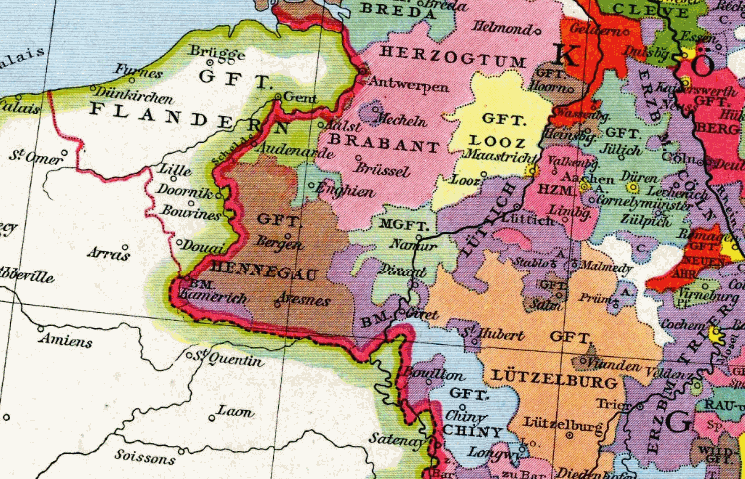
Графство Юлих на карте северо-западной Германии (грязно-зелёным цветом)

Родился 1065/1067. Как и отец, был вассалом пфальцграфов Лотарингии. В 1085 году, когда угас род пфальцграфов Эццоненов, объявил себя независимым и захватил часть их территории.
Фогт монастырей Св. Гереона и Св. Куниберта в Кёльне.
Имя жены не выяснено. Дети:
- Герхард IV (ок. 1085 — после 2 мая 1131), граф в Юлихгау
- Александр (ок. 1083 — 6 июля 1135), с 1128 епископ Льежа.
- София.

В документе, датированном 5 апреля 1118 года, названы граф Герхард Юлихский и Герхард младший, сын Герхарда (Comes Gerhardus de Iuliaco, Gerhardus iunior filius Gerhardi). В следующем известном документе, от 1124 года - только граф Герхард. Значит, Герхард III к тому времени уже умер.